# ويليام جليسون
ويليام جليسون (بالإنجليزية: William Gleason)‏ هو لاعب آيكيدو ‏ أمريكي، ولد في 4 سبتمبر 1943 في مينيسوتا في الولايات المتحدة.